# سیارک ۱۲۴۰۷
سیارک ۱۲۴۰۷ (به انگلیسی: 12407 Riccardi، نامگذاری:1995SC2) دوازده هزار و چهارصد و هفتمین سیارک کشف شده‌است که در ۲۳ سپتامبر ۱۹۹۵ کشف شد.
قدر مطلق سیارک برابر ۱۴٫۳۰ است.